# Bob Roes
Bob Roes (1969) is een Belgisch schilder. Roes studeerde plastische kunsten in Gent. Na een loopbaan als leraar werd hij zelfstandig schilder. 

## Stijl
In eerste instantie abstract oeuvre, maar vanaf het begin van de jaren '90 een spectaculaire richtingsverandering. Hij vernietigde letterlijk al zijn oudere werk om ruimte te maken voor figuratieve kunst. Met dit duidelijke gebaar liet de kunstenaar zien dat hij niet langer twijfelde hoe hij zich wilde uitdrukken en dat de abstractie een afgesloten hoofdstuk was. Vanwege deze stijlbreuk ontstond er meer duidelijkheid in het verhaal dat Roes wil vertellen, namelijk het verband met vervreemding en absurdisme in thema’s als macht en machtsverhoudingen.
Leegte is vaak een onopgemerkt onderwerp van deze kunstenaar. Bijna alle werken van Roes zijn wazig en uitgeveegd. Bijvoorbeeld lege wegwijzers, kaders, plakkaten, boeken, bladen, handen en glazen. Gezichten worden niet of zelden weergegeven, soms zelfs met een brede veeg verf uitgewist. Het wegvagen van zijn onderwerp of een deel ervan is zijn manier van werken. De kern van Roes' werk zijn de onrust en het onbehagen dat veel van zijn figuren oproepen. 
Roes is zelf een fervent schaakspeler. Alhoewel hij beide werelden gescheiden wil houden, zijn er soms wel verwijzingen naar het schaken. "Je kan ingestudeerde eeuwenoude traditionele schaakbewegingen volgen, of je kan ook meer intuïtief schuiven met de houten blokjes, tot er een onverwacht patroon in je geest opduikt, en je plots schoonheid ervaart, ook al is er, op het eerste gezicht, niets te zien." Daar ligt de enige vorm van betekenis zoals Roes al spelend zoekt in zijn eigen werk.
Roes zelf zegt dat verschillende interpretaties van zijn werk mogelijk zijn en dat de toeschouwer zelf moet beslissen of hij de diepte in durft te gaan met zijn schilderijen.

## Exposities
- 1996 Turnhout, Paterspand, Bob Roes en Dan Fauré
- 1997 Borgerhout, group exposition, curator Mark Schepers, Ruimte Morguen
- 1997 Turnhout, Creative Factory Bob Roes
- 1999 Antwerp, Royal Academy, groepsexpositie
- 2005 Berchem, galerie De Witte
- 2006 Turnhout, galerie Atelier 20+03 (Bob Roes en Paul Snoeckx)
- 2007 Wemmel, Brussel, Revalidation Center
- 2008 Turnhout, galerie Atelier 20+03 FEINT
- 2010 Oud-Turnhout, ONLAND
- 2011 Turnhout, RUN BABY RUN
- 2012 Turnhout, galerie Atelier 20+03, MERCI MARCEL (Bob Roes met Kris de Hoon, Ed Leenders)
- 2012 Turnhout, Begijnhof, ROMBOIDES (met Kris de Hoon)
- 2013 De Panne, THE MESSENGER
- 2014 Mol, Cultural Center FORWARD TO THE BACKYARD
- 2015 Heist op de Berg, Cultural Center Zwaneberg
- 2016 Herentals, Schaliken de Wissel
- 2017 Herentals, Kasteel le Paige
- 2018 Evergem, Cultural Center
- 2018 Brussels, Aporia gallery
- 2019 cc Asse Brussels Leegte
- 2019 cc De Warande Turnhout
- 2020 Romboids Hofke van Chantraine
- 2022 Taxandriamuseum Turnhout groepexpo
- 2022 cc Zwanenberg groupexpo[5]